# Vicente Méndez
Vicente Méndez Urrejola (Concepción, 5 de abril de 1858 - Chillán, 2 de marzo de 1929) fue un político chileno, que ejerció como intendente de la provincia de Ñuble entre 1907 y 1920.

## Biografía
Nació en Concepción el 5 de abril de 1858 y era hijo de Agustín Antonio Méndez De Haro y Juana Pabla Urrejola Lavandero. Estudió en el Colegio Seminario de Chillán para posteriormente dedicarse a la administración de los fundos Bustamante y El Colchón, ambos heredados de su padre.
Su primer matrimonio fue con Amelia Mathieu, luego en segundas nupcias con Elena Binimelis; en terceras, con Olimpia Ibáñez. y en cuartas con Carmen Guerrero
Asumió como intendente de la provincia de Ñuble en 1907. En 1910 se encarga de la distribución de las vacunas en contra de la viruela, enfermedad considerada una epidemia en la época. A los años siguientes inaugura el Ramal Chillán-Recinto, como también, la construcción del Ramal Rucapequén-Concepción, lo cual le otorga el apodo de Intendente de los ferrocarriles. Impulsa la construcción de la Intendencia de Ñuble, cual posteriormente es destruido tras el Terremoto de Chillán de 1939 y cuyo terreno hoy es ocupado por el Edificio de los Servicios Públicos de Chillán.

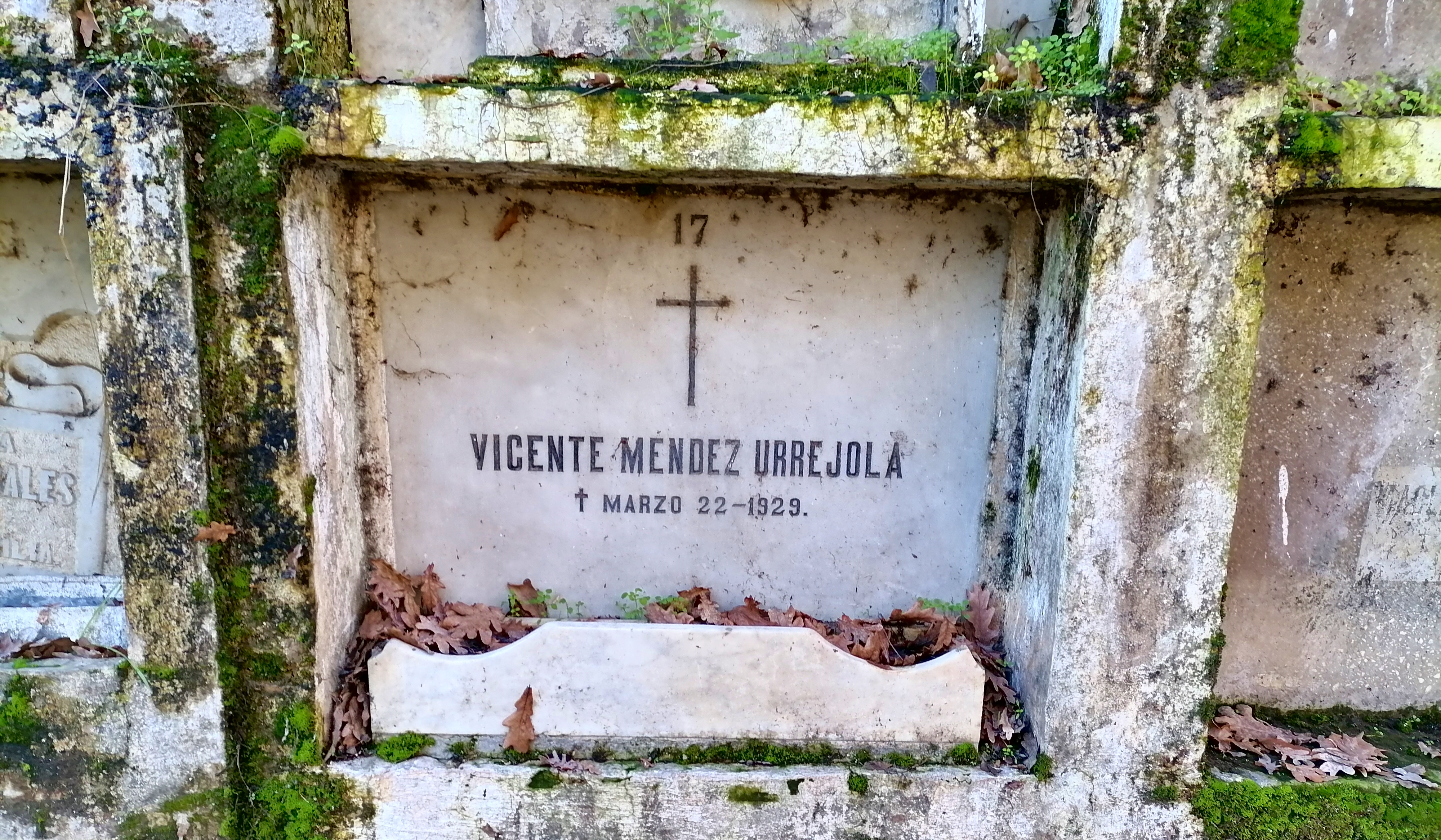
Nicho de Vicente Méndez en el Cementerio Municipal de Chillán

Otra de sus grandes obras, fue el desarrollo sanitario de la ciudad de Chillán, como la distribución del alcantarillado y el agua potable, junto al alcalde José María Sepúlveda Bustos, la creación de la Población Obrera de Chillán, y la inauguración del Monumento a Bernardo O'Higgins en la Plaza de armas de Chillán. Finaliza su cargo el 14 de octubre de 1920.
Falleció el 2 de marzo de 1929, a los 71 años de edad, producto de una apendicitis no reconocida, en el Hospital San Juan de Dios de Chillán, siendo velado en la Iglesia de los Carmelitas, bajo la tutela del obispo Martín Rucker Sotomayor y enterrado en el Cementerio Municipal de Chillán, el 24 de marzo de 1929 Actualmente, como homenaje, la ciudad de Chillán tiene una avenida con su nombre.